# Вінченцо Гуалтьєрі — Есківа Фалькао
Бій Вінченцо Гуалтьєрі — Есківа Фалькао (англ. Vincenzo Gualtieri vs Esquiva Falcao) — професійний боксерський поєдинок між Вінченцо Гуалтьєрі та Есківою Фалькао за вакантний титул IBF у середній вазі. Бій відбувся 1 липня 2023 року в Уні-Галле у Вупперталі (земля Північний Рейн-Вестфалія, Німеччина). Вінченцо Гуалтьєрі здобув перемогу одностайним рішенням.

## Передумови
Геннадій Головкін, боксер з Казахстану та колишній володар титулу IBF у середній вазі оголосив, що не має наміру проводити обов'язковий захист свого поясу і відмовився від нього. Федерація вирішила провести поєдинок за вакантний титул між Есківою Фалькао і Майклом Зерафою, але останній в підсумку вирішив поборотися за пояс WBA проти Ерісланді Лари.
Замість австралійця бій за вакантний пояс проведе Вінченцо Гуалтьєрі, який є володарем поясу IBF Inter-Continental у середній вазі. Востаннє представник Німеччини виходив на боксерський ринг 10 вересня 2022 року, коли здобув перемогу одностайним рішенням.
Фалькао посідає перше місце в рейтингу IBF у середній вазі, а Гуалтьєрі — третє.

## Перебіг поєдинку
Протягом першого раунду Фалькао активно атакував свого супротивника. Гуалтьєрі намагався контратакувати, але у нього майже нічого не виходило. Проте у другому раунді після потужного аперкоту від німця Есківа взяв коліно, після чого втратив ініціативу. Далі Гуалтьєрі відчув впевненість в собі: почав боксувати з низько опущеними руками, багато рухатись, контратакувати та змінювати стійки.
У 4-му раунді бразилець повернув собі перевагу, регулярно притискаючи німця до канатів. У п'ятій трихвилинці спочатку Гуалтьєрі був близький до ще одного нокдауну суперника, а потім вже Фалькао ледь не відіграв нокдаун.
У 7-му раунді Фалькао вдруге опинився на полотні, пропустивши удар нижче пояса. Рефері проґавив цей момент і почав відраховувати нокдаун, але пізніше зрозумів свою помилку і дав Фалькао час на відновлення.
У 10-му раунді бразилець вже втретє опинився у нокдауні. Він знову стверджував, що удар був нижче пояса, проте рефері так не вважав.
Вирішальні раунди також пройшли з перевагою Гуалтьєрі.

## Суддівські записки
| Олівер Брієн | Олівер Брієн | Кароліна Путц | Кароліна Путц | Енріко Терліцці | Енріко Терліцці |
| ------------ | ------------ | ------------- | ------------- | --------------- | --------------- |
| Гуалтьєрі    | Фалькао      | Гуалтьєрі     | Фалькао       | Гуалтьєрі       | Фалькао         |
| 116          | 110          | 116           | 110           | 117             | 109             |